# Dan Fröberg (fotbollsspelare)
Dan Fröberg, född 13 augusti 1964 i Degerfors, är en svensk före detta fotbollsspelare (anfallare).
Fröberg spelade under större delen av sin fotbollskarriär i Degerfors IF. Han var en del av det lag som 1992 gick upp i allsvenskan för första gången på 26 år, efter att ha besegrat Djurgårdens IF i kval. Nästkommande säsong var han med och vann Degerfors första titel i Svenska cupen 1993, samt deltog i Cupvinnarcupen där Degerfors blev utslagna av blivande finalisterna Parma.
Dessförinnan hade Fröberg även spelat två säsonger i IFK Göteborg, med vilka han blev svensk mästare 1987.